# Farmington (Nova Hampshire)
Farmington é uma cidade  localizada no estado americano de Nova Hampshire, no Condado de Strafford.

## Demografia
Segundo o censo americano de 2000, a sua população era de 5774 habitantes.

## Geografia
De acordo com o United States Census Bureau tem uma área de
52,3 km², dos quais 51,7 km² cobertos por terra e 0,5 km² cobertos por água. Farmington localiza-se a aproximadamente 188 m acima do nível do mar.

## Localidades na vizinhança
O diagrama seguinte representa as localidades num raio de 24 km ao redor de Farmington.